# カンボジア空軍
カンボジア王立空軍（カンボジアおうりつくうぐん、クメール語: កងទ័ពជើងអាកាស）は、カンボジア王国の空軍組織である。主にカンボジアの領空防空任務や輸送任務などを目的としている。組織創設は陸海空のカンボジア王国軍が再建された時期と同じ1993年6月23日である。カンボジア王立陸軍とカンボジア王立海軍と共にカンボジア王国の国防を第一の任務としている。

## 組織・装備
カンボジア王国の憲法規定上、最高司令官はノロドム・シハモニカンボジア国王である。
装備
- MA60 輸送機×2機[1]
- P-92 Echo 練習/偵察機×5機[1]
- Y-12(II) 輸送機×2機[1]
- An-24RV 輸送機×2機（保管中）[1]
- BN-2 輸送機×1機（保管中）[1]
- L-39C 練習機×5機（保管中）[1]
- Mi-17 汎用ヘリ×3機[1]
- Z-9 汎用ヘリ×11機[1]
- Mi-26 輸送ヘリ×2機（保管中）[1]
- AS350 輸送ヘリ×2機（保管中）[1]
- AS355F2 輸送ヘリ×2機（保管中）[1]